# Astyochia petrovna
Astyochia petrovna är en fjärilsart som beskrevs av William Schaus 1901. Astyochia petrovna ingår i släktet Astyochia och familjen mätare. Inga underarter finns listade i Catalogue of Life.